# Быть Чарли
«Быть Чарли» (англ. Being Charlie) — американский драматический фильм режиссёра Роба Райнера. Он был показан в разделе «Специальные презентации» в рамках Международного кинофестиваля в Торонто 14 сентября 2015 года. В кинотеатрах США фильм вышел 6 мая 2016 года.

## Сюжет
Чарли — проблемный 18-летний парень, который сбегает из клиники, где лечился от наркозависимости. По возвращении домой в Лос-Анджелес родители вынуждают его отправиться во взрослый реабилитационный центр. Там он встречает красивую, но обеспокоенную Еву, и вынужден сражаться с наркотической зависимостью, новыми чувствами и родителями, брак которых давно трещит по швам.

## В ролях
- Ник Робинсон — Чарли[3]
- Common — Трэвис[3]
- Кэри Элвис — Дэвид[3]
- Девон Бостик — Адам[3]
- Морган Сэйлор[укр.] — Ева[3]
- Сьюзан Миснер — Лизанна[3]
- Рикардо Чавира — Дрэйк[3]

## Съёмки
Основные съёмки проходили с апреля по 7 мая 2015 года.

## Критика
Фильм получил смешанные отзывы кинокритиков. На сайте Rotten Tomatoes фильм имеет рейтинг 24 % на основе 41 рецензии со средним баллом 5,1 из 10. На сайте Metacritic фильм имеет оценку 47 из 100 на основе 18 рецензий критиков, что соответствует статусу «смешанные или средние отзывы».